# Porphyrinia schawerdae
Porphyrinia schawerdae là một loài bướm đêm trong họ Noctuidae.